# We'll Meet Again: The Very Best of Vera Lynn
We'll Meet Again: The Very Best of Vera Lynn är ett samlingsalbum av Vera Lynn, utgivet 2009. 
Sångerna på albumet är ett urval av Lynns inspelningar gjorda för Decca Records, där hon var verksam mellan 1936 och 1959. Albumet nådde förstaplaceringen på UK Albums Chart den 13 september 2009, vilket gjorde att Lynn vid 92 års ålder blev den äldsta levande artist att uppnå detta med ett album.

## Låtlista
1. "(There'll Be Bluebirds Over) The White Cliffs of Dover" (Kent/Burton)
2. "Auf Wiederseh'n Sweetheart" (Storch/Turner/Parsons)
3. "We'll Meet Again" (Parker/Charles)
4. "Travellin' Home" (Trad.)
5. "As Time Goes By" (Hupfeld)
6. "Dream" (Mercer)
7. "Faraway Places" (Whitney/Kramer)
8. "Harbour Lights" (Grosz/Kennedy)
9. "It's a Lovely Day Tomorrow" (Berlin)
10. "If You Love Me (Really Love Me)" (Piaf/Monnot/Parsons)
11. "When You Hear Big Ben" (Leon/Malloy/Scott)
12. "Yours" (Roig/Gamse/Sherr)
13. "The Loveliest Night of the Year" (Rosas/Aaronson/Webster)
14. "Wish Me Luck as You Wave Me Goodbye" (Parr-Davies)
15. "Half as Much" / "Isle of Innisfree" / "You Belong to Me" (Williams/Farrelly/King, Stewart, Price)
16. "Up the Wooden Hill to Bedfordshire" (Grey/Connelly)
17. "When I Grow Too Old to Dream" (Romberg/Hammerstein)
18. "Somewhere Along the Way" / "Here in My Heart" / "Let the Rest of the World Go By" (Adams, Gallop/Bonnelli, Levinson, Genaro/Ball, Brennan)
19. "I'm forever blowing bubbles" (Kendis/Brockman/Vincent)
20. "From the Time You Say Goodbye (The Parting Song)" (Sturdy)